# East Oakdale
East Oakdale es un lugar designado por el censo ubicado en el condado de Stanislaus en el estado estadounidense de California. En el año 2000 tenía una población de 2,742 habitantes y una densidad poblacional de 182.8 personas por km².

## Geografía
East Oakdale se encuentra ubicado en las coordenadas 37°47′37″N 120°48′24″O / 37.79361, -120.80667. Según la Oficina del Censo, la ciudad tiene un área total de 15 km² (5,8 mi²), de la cual 14,6 km² (5,6 mi²) es tierra y 0,4 km² (0,2 mi²) (2.93%) es agua.

## Demografía
Según la Oficina del Censo en 2000 los ingresos medios por hogar en la localidad eran de $70,227, y los ingresos medios por familia eran $83,587. Los hombres tenían unos ingresos medios de $70,096 frente a los $36,602 para las mujeres. La renta per cápita para la localidad era de $40,633. Alrededor del 7.9% de la población estaban por debajo del umbral de pobreza.